# Parafia św. Marcina w Gostyninie
Parafia pw. św. Marcina w Gostyninie – parafia rzymskokatolicka należąca do dekanatu gostynińskiego, diecezji płockiej, metropolii warszawskiej.

## Historia parafii
Parafia powstała w chwili nowej lokacji grodu gostynińskiego w drugiej połowie XIV wieku. W pierwotnym grodzie znajdowała się kaplica pod wezwaniem św. Jakuba Apostoła, która być może była również siedzibą pierwotnej parafii. Po lokacji miasta wybudowano nowy kościół, podczas gdy kaplica pozostała na dotychczasowym miejscu. Drewniany kościół istniał jeszcze w 1793 roku, a został zniszczony w połowie XIX wieku. Obecny budynek stoi w miejscu pierwotnego i został wzniesiony w latach 1883–1886. Nowy drewniany kościół wybudowano w okolicach rynku nowego miasta około 1439 roku. Budynek został zniszczony w czasie potopu szwedzkiego. Nowy budynek został następnie zniszczony w wyniku wielkiego pożaru Gostynina w 1809 roku. Kolejny budynek postawiono w latach 1913–1925 w stylu neoromańskim, jednak został w czasie II wojny światowej rozebrany przez Niemców. Po wyzwoleniu miasta tymczasowo funkcję kościoła pełnił były ewangelicki kościół znajdujący się w gostynińskim zamku. Obecny budynek został zbudowany w latach 1969–1978. Konsekrował go 17 września 1978 roku bp Bogdan Sikorski.

## Działalność parafialna

### Msze Święte i nabożeństwa
Parafia organizuje w każdy piątek adorację Najświętszego Sakramentu od godz. 7:30 do 12:00 w kaplicy dolnego kościoła. Nadto w każdą pierwszą niedzielę miesiąca po Mszy Świętej o godz. 11:30, jest organizowana procesja eucharystyczna wokół kościoła.

### Zgromadzenia zakonne
Na terenie parafii znajduje się dom zakonny Sióstr Męki Pana naszego Jezusa Chrystusa (ss. Pasjonistki).

### Wspólnoty parafialne
- Schola,
- Ministranci,
- Koło misyjne,
- Rycerstwo Niepokalanej,
- Bielanki,
- Dziecięce Koła Różańcowe,
- Zespół młodzieżowy,
- Oaza Młodzieżowa,
- Akcja Katolicka,
- Rada Duszpasterska,
- Asysta Procesyjna,
- Caritas Parafialna,
- Koła Różańcowe,
- Odnowa w Duchu Świętym,
- Parafialny zespół dekoracyjny (s. Zakrystianka),
- Lektorzy Świeccy,
- Kościół Domowy – Oaza Rodzin